# Frank Schaffer
Frank Schaffer (Alemania, 23 de octubre de 1958) es un atleta alemán retirado, especializado en la prueba de 400 m en la que, compitiendo con la República Democrática Alemana, llegó a ser medallista de bronce olímpico en 1980.

## Carrera deportiva
En los JJ. OO. de Moscú 1980 ganó la medalla de bronce en los 400 metros, llegando a la meta tras el soviético Viktor Markin y el australiano Rick Mitchell. 